# Barcarrota
Barcarrota ist eine Gemeinde (municipio) in der Provinz Badajoz im Westen von Spanien rund 48 km südlich der Provinzhauptstadt Badajoz. Barcarrota liegt an der Straße N-435 von Badajoz nach Jerez de los Caballeros.
Der Ort hat 3.473 Einwohner (Stand: 2024), eine Stierkampfarena und einen Ortskern mit engen Gassen. Am zehn Kilometer entfernten Stausee befindet sich ein Angelrevier für Wildkarpfen. Auf dem Weg von Barcarrota zum Stausee befindet sich ein Eichenbestand.
Die Dolmen El Milano (auch Cerca del Milano genannt) und Dolmen von La Lapita liegen westlich von Barcarrota.